# Ñezú

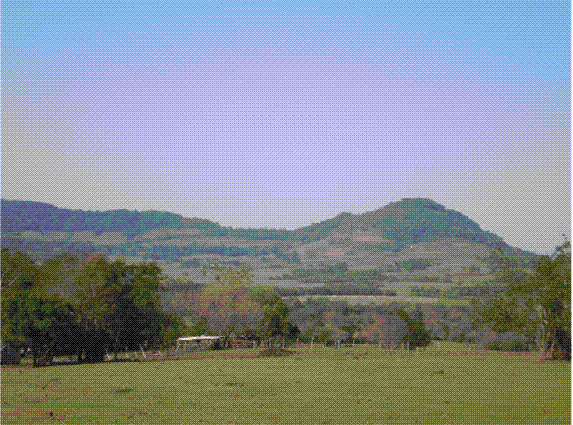
Cerro Inhacurutum, desde donde Ñezú resistió la incursión de los primeros europeos en Rio Grande del Sul, Brasil del sur.

Ñezú (trasncripción en crónicas hispanas) o Nheçu (transcripción en portugués ɲeˈsu) fue un jefe guaraní que vivió durante el siglo XVII en el actual municipio de Roque Gonzales, en la parte Occidental del estado de Río Grande del Sur, en el sur de Brasil.
Los registros históricos de los primeros colonos europeos y su descendientes indican que en 1628 Ñezú había ordenado el asesinato de un nativo paraguayo y dos misioneros jesuitas españoles: Roque González, Juan del Castillo y Alfonso Rodríguez. Se trataba de los tres primeros cristianos en la región. Hoy, son considerados como mártires por la Iglesia católica.
El centro desde donde Ñezú gobernaba su territorio era Cerro Inhacurutum, una elevación que controla el valle del río Ijui. Fue ahí donde intentó resistir la colonización europea, una campaña que fracasó a raíz del establecimiento de misiones jesuitas en la región.
El investigador Nelson Hoffmann le dedicó en 2006 un libro titulado Terra de Nheçu.